# Jakov Dzjugasjvili
Jakov Iosifovitj Dzjugasjvili (georgiska: იაკობ ჯუღაშვილი, Iakob Dzjughasjvili, ryska: Яков Иосифович Джугашвили), född 18 mars 1907 i Baji, Guvernementet Kutaisi, död 14 april 1943 i koncentrationslägret Sachsenhausen, var Josef Stalins son. Han dog i tyskt koncentrationsläger efter att Stalin avvisat ett erbjudande att byta honom mot fältmarskalken Friedrich Paulus som då satt i ett ryskt fångläger. Enligt vissa källor med orden "jag byter inte en general mot en löjtnant".